# Domní de Larisa
Domní de Larisa (grec antic: Δομνίνος ο Λαρισσαίος)  (Larisa de Síria, c. 420 - c. 480) fou un matemàtic i filòsof grec del segle v.

## Vida
Nascut a Larisa de Síria (ciutat sovint confosa amb Laodicea), es va traslladar de jove a estudiar a l'Acadèmia d'Atenes, on fou deixeble de Sirià d'Alexandria, i company d'estudis de Procle, amb qui no s'entenia gens bé. Quan Procle va ser nomenat successor de Sirià com a director de l'Acadèmia, Domní va tornar a la seva terra.
Damasci diu que era competent en matemàtiques però superficial en altres temes filosòfics. Aquesta opinió confirma la rivalitat dels darrers neoplatònics (com el mateix Procle) contra Domní.

## Obra
Es coneixen dues obres seves. La més important es titula Eγχειρίδιον ἀριθμητικής είσαγωγής (Manual introductori a l'Aritmètica). Es tracta d'un manual molt didàctic (però molt senzill) presentant els elements d'aritmètica que havien estat explicats per Nicòmac de Gerasa, Teó d'Alexandria, Euclides, etc. La seva única originalitat resideix en el fet que representa una tímida reacció contra l'aritmètica neoplatònica (sobretot la de Nicòmac), que havia volgut revestir els nombres de propietats metafísiques, retornant a les més abstractes idees d'Euclides. Però aquesta interpretació, deguda principalment a Paul Tannery, ha estat recentment qüestionada com infundada.
Les altres obres seves que es conserven son un petit volum titulat Πώς έστι λόγον έк λόγον άϕελείν (Com extreure un ratio d'un altre ratio) i un altre amb el títol de Scholia Nicomachus.